# 루크마니에 고개
루크마니에 고개(이탈리아어: Passo del Lucomagno, 로만슈어: Cuolm Lucmagn)는 스위스 알프스에 있는 고개 (1915m)이다.
그라우뷘덴주의 디젠티스/무쉬테에서 가는 길은 발 메델(Val Medel)을 지나 티치노주의 블레니오 계곡과 비아스카로 이어진다. 고개의 북쪽에서 도로는 손트가 마리아 호수의 동쪽 해안을 따라 이어진다.
고개는 겨울 동안 계속 열려 있지만, 18:00 시간(오후 6:00) 이후에 닫히는 경우가 많다.
루크마니에 고개 아래, 더 정확하게는 피조 델루오모(Pizzo dell'Uomo) 사이에 고트하르트 베이스 터널이 있다.